# Friedrich von Sandersleben
Friedrich von Sandersleben (* 14. September 1814 in Neubau bei Frankenberg/Sachsen; † 24. Mai 1903 ebenda) war ein sächsischer Generalmajor und Ehrenbürger der Stadt Frankenberg.

## Leben

### Herkunft
Friedrich von Sandersleben entstammte dem ursprünglich altmärkischen Adelsgeschlecht von Sandersleben. Er war ein Sohn des sächsischen Kapitäns sowie Herrn auf Weidenthal und Neubau Rudolf von Sandersleben (1764–1844) und dessen Ehefrau Karoline, geborene von Abendroth (1776–1858).

### Militärkarriere
Sandersleben besuchte zunächst das Kadettenkorps in Dresden und trat 1835 als Fähnrich in das 2. Linien-Regiment der Sächsischen Armee ein, wo er 1836 zum Leutnant beim 1. Schützen-Bataillon avancierte. Er avancierte 1845 zum Oberleutnant beim 3. Linien-Infanterie-Regiment, kehrte aber im Jahr darauf zu den Schützen zurück. Innerhalb des 3. Schützen-Bataillons nahm er ab 1849 am Feldzug in Schleswig-Holstein teil. Im selben Jahr erfolgte seine Beförderung zum Hauptmann und die Ernennung zum Kompaniechef. Sandersleben befehligte 1850 eine Kompanie des Infanterie-Regiments „Kronprinz“ und kehrte alsbald zu den Jägern zurück, wo er mit verschiedenen Aufgaben anvertraut wurde. Er wurde so u. a. mit der Ausarbeitung einer Schießinstruktion für die Infanterie beauftragt. In den folgenden Jahren wurde er 1861 zum Major beim 2. Infanterie-Bataillon befördert, welches er 1863 als Kommandeur übernahm. Er nahm an der Bundesexekution gegen die Herzogtümer Holstein und Lauenburg von 1863 teil. Als Autorität in allen waffentechnischen Fragen geltend, war er Vorstand der Kommission zur Einführung eines neuen Infanteriegewehrs österreichischen Musters vor.
Sandersleben führte sein Bataillon im Krieg gegen Preußen und zog sich nach Böhmen zurück. Bei der Schlacht bei Gitschin wurde er schwerstens am Fuß verwundet, führte sein Bataillon aber trotzdem und wurde ein weiteres Mal verwundet, nachdem ihm das Pferd unter dem Leib erschossen wurde. Er geriet in preußische Kriegsgefangenschaft. Innerhalb des Konflikts wurde er mit dem Ritterkreuz des Verdienstordens und des österreichischen Leopold-Ordens mit der Kriegsdekoration ausgezeichnet.
Nach Kriegsende, Niederlage des Königreich Sachsen und anschließender Neuorganisation der Sächsischen Armee wurde er im Dezember 1866 zum Oberstleutnant befördert. Am 16. Juni 1867 erfolgte seine Beförderung zum Oberst, wobei er als Kommandeur des 3. Infanterie-Regiments „Kronprinz“ Nr. 102 diente. Unter Genehmigung seines Abschiedsgesuches wurde er am 31. Mai 1869 zur Disposition gestellt, nachdem er wegen einer schweren Verletzung dienstunfähig war.
Bei Ausbruch des Krieges gegen Frankreich wurde Sandersleben reaktiviert und zum Etappeninspekteur des XII. Armee-Korps ernannt. Er erhielt das Komturkreuz II. Klasse des Albrechts-Ordens mit Kriegsdekoration sowie das Eiserne Kreuz II. Klasse und schied 1871 als Generalmajor aus dem Dienst aus. Im Ruhestand lebte er auf seinem Rittergut Neubau bei Frankenberg.
Friedrich von Sandersleben starb unverheiratet und wurde in Neubau unter großer Anteilnahme beerdigt. Der sächsische König ließ seinen Flügeladjutanten Major Christian von Welck einen Lorbeerkranz mit Schleife niederlegen. In seinem Testament ließ er ein Vermächtnis von 1000 Mark für den Unterstützungsfonds einer Blindenanstalt zukommen. Daneben ließ er 600 Mark dem lokalen Zweigverein der Gustav-Adolf-Stiftung zukommen. Er war für seine vielfachen Stiftungen und Förderungen seit dem 23. April 1887 Ehrenbürger der Stadt Frankenberg und Ehrenmitglied zahlreicher militärischer Vereine.